# 沙泽勒
沙泽勒（法語：Chazelles，法語發音：[ʃazɛl]）是法国夏朗德省的一个市镇，位于该省东部，属于昂古莱姆区。

## 地理
沙泽勒（45°38'51"N, 0°22'1"E）面积25.8 平方千米，位于法国新阿基坦大区夏朗德省，该省份为法国西部内陆省份，北起德塞夫勒省和维埃纳省，东临上维埃纳省，东南至多尔多涅省，南至多爾多涅省，西接滨海夏朗德省。
与沙泽勒接壤的市镇（或旧市镇、城区）包括：布厄、莫尔纳克、普朗扎克、圣日耳曼德蒙布龙、武藏、塔杜瓦尔河畔穆兰。
沙泽勒的时区为UTC+01:00、UTC+02:00（夏令时）。

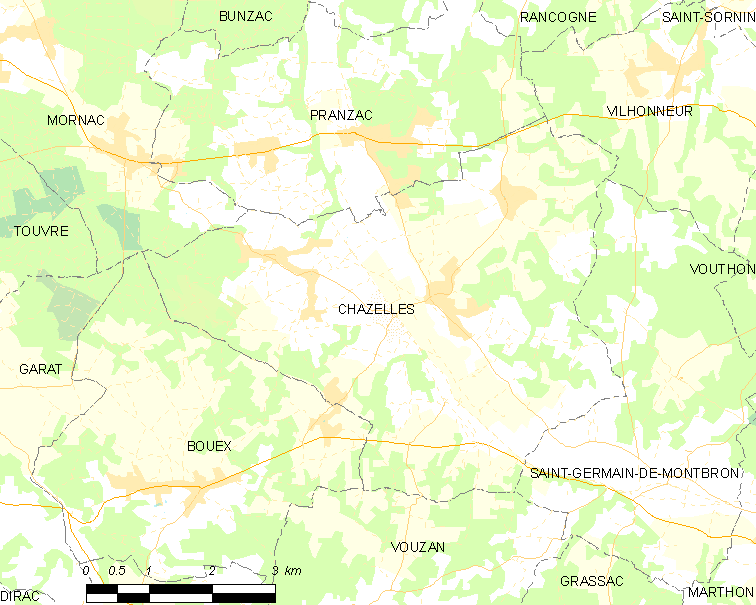
沙泽勒的OSM定位图

## 行政
沙泽勒的邮政编码为16380，INSEE市镇编码为16093。

## 政治
沙泽勒所属的省级选区为塔杜瓦尔河谷县。

## 交通
夏朗德省省道D4线、D33线、D73线和D412线经过境内。

## 人口

1962-2008年间沙泽勒人口变化图示

沙泽勒于2022年1月1日时的人口数量为1550人。